# Cécile Casado-Schneider
Cécile Casado-Schneider (* 1978) ist eine Schweizer Politikerin (SP).

## Biografie

### Herkunft, Ausbildung
Casado-Schneider studierte Heilpädagogik an der Interkantonalen Hochschule für Heilpädagogik in Zürich und schloss mit einem Master of Arts ab. Sie arbeitet als Primarlehrerin und Heilpädagogin.

### Politik
Casado-Schneider ist seit 2022 Co-Präsidentin der SP Flawil, seit 2023 Mitglied der Geschäftsleitung der SP Kanton St. Gallen, Mitglied im Vorstand der Lehrpersonen im Kantonalen Lehrerinnen- & Lehrerverband der Sektion Wil-Fürstenland und im Vorstand der Konferenz der Schulischen Heilpädagoginnen und Heilpädagogen des Kantons St. Gallen. Sie ist ausserdem im Vorstand der Flawiler Gemeindebibliothek. 2024 wurde sie über die Frauen- und Queer-Liste der SP im Wahlkreis Wil in den St. Galler Kantonsrat gewählt. Sie hatte sich persönlich dafür starkgemacht, dass die SP mit geschlechtergetrennten Listen antritt, das Ziel sei es gewesen, wieder «einmal eine Frau in den Kantonsrat [zu] bringen». Ihr Hauptthema ist die Bildungspolitik. Seit Dezember 2024 ist sie Mitglied in der vorberatenden Kommission zum «Verkauf der Grundstücke WILWEST und die Kompensation von Fruchtfolgeflächen».

### Persönliches
Casado-Schneider ist verheiratet, Mutter von drei Kindern und lebt in Flawil.